# Almoloya de Juárez
Almoloya de Juárez é um município do estado do México, no México. A sua cabecera municipal e sede do governo é Almoloya de Juárez.

## Governo e administração
| Prefeito                           | Periodo   |
| ---------------------------------- | --------- |
| Román Evaristo Velázquez Mondragón | 2000-2003 |
| Benito Mangu Chigora               | 2003-2006 |
| Jorge Alvarez Colin                | 2006-2009 |
| Blanca Estela Gómez Carmona        | 2009-2012 |
| Vicente Estrada Iniesta            | 2013-2015 |
| Alfonso Jonathan Solis Gómez       | 2016-2018 |